# 梅北亘
梅北 亘（うめきた わたる、1996年6月27日 - ）は、大阪府守口市出身の柔道家、元京都府警警察官。
階級は55kg級と60kg級。身長165cm。血液型はO型。組み手は右組み。得意技は背負い投げ。

## 人物
柔道選手を経て京都府警の警察官となる。
柔道は5歳の時に守口東部少年柔道教室で始めた。守口市立第一中学校から京都共栄学園高校に進むと、2年の時には全日本カデ50kg級で優勝を果たした。しかし、世界カデでは5位に終わった。3年の時にはインターハイの60kg級に出場して5位だった。全日本ジュニアでは55kg級で優勝すると、世界ジュニアでも決勝でフランスのカマル・フィクリを袖釣込腰で破り優勝を果たした。
2015年には山梨学院大学へ進学した。1年の時に全日本ジュニアでは3位に終わり、2連覇はならなかった。3年の時には全国体育系学生柔道体重別選手権大会の60㎏級で優勝した。
学生時代を経て2019年4月に京都府警察本部に術科指導員の特別枠で採用されるも、警察学校で初任教養中の7月に窃盗や大麻取締法違反の疑いで逮捕、同年8月5日には京都府警察から懲戒免職の処分を受ける。

## 戦績
いずれも50kg級での戦績
- 2013年 - 全日本カデ　優勝
- 2013年 - ポーランドカデ国際　2位
- 2013年 - 世界カデ　5位
- 2014年 - インターハイ　5位(60kg級)

55kg級での戦績
- 2014年 - 全日本ジュニア　優勝
- 2014年 - 世界ジュニア　優勝
- 2015年 - ロシアジュニア国際　3位
- 2015年 - 全日本ジュニア　3位
- 2018年 - 全国体育系学生柔道体重別選手権大会　優勝(60kg級)

(出典、JudoInside.com)